# Aspurgos Filoromajos
Aspurgos, właśc. Tyberiusz Juliusz Aspurgos Filoromajos (gr.: Τιβέριος Ἰούλιος Ἀσποῦργος Φιλορώμαιος, Tibérios Ioúlios Aspoûrgos Filorṓmaios) (zm. 37 n.e.) – król Bosporu z dynastii Asandrydów od 8 p.n.e. do swej śmierci. Syn króla Bosporu Asandra Filokajsara Filoromajosa i królowej Dynamis Filoromajos.
Aspurgos był perskiego i greckiego pochodzenia. Imię Aspurgos było według niektórych uczonych zniekształconą wersją imienia Reskuporis. Kiedy wstąpił na tron, przyjął imiona Tyberiusz Juliusz. Był synem i spadkobiercą Asandra i Dynamis, córki Farnakesa II Filoromajosa, króla Bosporu i Pontu. Poprzez dziadka macierzystego był prawnukiem Mitrydatesa I (VI) Eupatora Dionizosa, króla Pontu i Bosporu.
Aspurgos, poprzez Mitrydatesa VI, był potomkiem wodzów macedońskich: Antygona Jednookiego, Antypatra oraz Seleukosa Nikatora, założyciela państwa Seleucydów. Ci trzej ludzie służyli pod królem Aleksandrem III Wielkim. Wcześniejszy przodek Aspurgosa, Mitrydates II król Pontu, poślubił Laodikę, siostrę Seleukosa II Kallinikosa, króla państwa Seleucydów.
Aspurgos urodził się i wychowywał w królestwie bosporańskim. W r. 17 p.n.e. zmarł ojciec w wieku 93 lat, głodząc się na śmierć z powodu rozpaczy spowodowanej opuszczeniem jego wojska na rzecz uzurpatora Skryboniusza. Ten bowiem pretendował do tronu bosporańskiego, jako krewny Dynamis.
Dynamis była zmuszona poślubić Skryboniusza. Marek Wipsaniusz Agryppa, rzymski mąż stanu i przyjaciel cesarza, odkrywając jego oszustwa postanowił zainterweniować w sytuacji politycznej królestwa. Uznając go za zdrajcę, kazał wykonać na nim wyrok śmierci. Postanowił wyznaczyć króla Pontu Polemona I Pytodorosa, jako nowego króla Bosporu. Dynamis i Polemon wzięli ślub w r. 15 p.n.e. Dla matki Aspurgosa było to trzecie małżeństwo, które było bezdzietne. Ojczym panował, jako król razem z Dynamis Filoromajos do jej śmierci w r. 14 p.n.e. Od tego czasu rządził samodzielnie do swej śmierci w r. 8 p.n.e.
Po śmierci ojczyma Polemona I, Aspurgos wstąpił po nim na tron bosporański. Bardzo mało jest wiadomości na temat jego panowania, jednak Aspurgos wydaje się być władcą silnym i zdolnym. Przez długi czas nie był pewny co do swej władzy, aż w końcu cesarz rzymski Oktawian August i senat rzymski uznali go, jako prawowitego króla bosporańskiego w 14 r. Aspurgos ciesząc się patronatem cesarzy Gajusza Juliusza Cezara Oktawiana Augusta oraz Tyberiusza, przyjął na ich cześć imiona Tyberiusz Juliusz. Używał także przydomka, takiego samego jak rodzice, na cześć Rzymian Filoromajos (Przyjaciel Rzymian).

## Małżeństwo i potomstwo
Aspurgos jako król, poślubił tracką księżniczkę Gepaepyris, córkę króla Tracji Gajusza Juliusza Kotysa VIII i królowej Antonii Tryfeny, córki króla Pontu i Bosporu Marka Antoniusza Polemona I Eusebesa Sotera i jego drugiej żony królowej Pytodoris Filometor.
Aspurgos z żoną miał dwóch synów, przyszłych królów Bosporu:
- Klaudiusz Mitrydates III (VIII) Filogermanik Filopatris (zm. 68) – otrzymał imię na cześć króla Pontu i Bosporu Mitrydatesa VI Eupatora Dionizosa.
- Tyberiusz Juliusz Kotys I Filokajsar Filoromajos Eusebes (zm. 69) – otrzymał imię na cześć dziadka macierzystego Kotysa VIII. Aspurgos przez niego miał różnych potomków na tronie bosporańskim, aż do IV wieku.

Aspurgos panował aż do swej śmierci w 37 r., kiedy to władzę objęła Gepaepyris. W 39 r. dopuściła ona swego pierworodnego syna Mitrydatesa III do rządów.